# Бранислав Трифуновић
Бранислав Трифуновић (Крушевац, 16. јануар 1978) српски је позоришни, телевизијски и филмски глумац. Рођени је брат глумца Сергеја Трифуновића, син глумца Томе Трифуновића.

## Биографија
Бранислав Трифуновић је основну и средњу школу завршио у Ужицу. Глуму на Академији уметности Универзитета у Новом Саду завршава у класи професора Петра Банићевића.

### Позориште
Веома рано (1988) ступа на позорницу Народног позоришта у Ужицу, где игра у представама Небеска војска, Чекајући Годоа, Обилић, Клопка, Како засмејати господара, Пер Гинт, и другим.
Године 2001. гостује у Српском народном позоришту (Право на Руса) и прелази у Народно позориште у Сомбору, где се нарочито истакао улогама Ивана Бездомног и Леви Матеја у представи Мајстор и Маргарита, Ханса Рилова у Буђењу пролећа, Богдана у Опсади цркве Светог спаса,  Себастијана у Богојављенској ноћи и др.
Бранислав Трифуновић се, такође, истакао улогама у Крушевачком позоришту, Београдском драмском позоришту, Југословенском драмском позоришту, Звездара театру, Битеф театру, Народном позоришту у Београду, Мадлениануму, Малом позоришту "Душко Радовић" и др.
Стални је члан ансамбла Позоришта Атеље 212 од 2010. године.

### Филм
Неке од најзначајнијих улога одиграо је у филмским остварењима:
- „Јесен стиже дуњо моја“ (2004),
- „Поглед са Ајфеловог торња” (2005),
- „Тамо и овде” (2009),
- „Чекај ме, ја сигурно нећу доћи” (2009),
- „Стадо” (2016) и др.[3]

## Награде
- 2004. године - Повеља за изузетно глумачко остварење, за улогу у филму „Јесен стиже дуњо моја“, на Филмском фестивалу у Нишу;
- 2004. године - Признање глумац Фестивала за улогу у филму „Јесен стиже дуњо моја“, на Филмском фестивалу у Нишу;
- 2004. године - Награда за најбољег младог глумца, за улогу у филму „Јесен стиже дуњо моја“, на Новосадском филмском фестивалу;
- 2009. године - за улогу Помета у “Дунду Мароју“ добио је Зоранов брк за глумачку бравуру вечери на Позоришном фестивалу у Зајечару;
- 2010. године проглашен је глумцем вечери на Муцијевим данима.[17]
- 2022. године гласовима публике, проглашен је за најбољег глумца пете вечери Филмских сусрета у Нишу за улогу Страхиње у филму „Гејм“.[18]

## Политичко ангажовање
Новембра 2016. године, Бранислав Трифуновић је потписао апел 100 јавних личности, упућен тадашњем заштитнику грађана Саши Јанковићу, да се на председничким изборима 2017. кандидује за Председника Србије као нестраначки кандидат. Овај апел су поред Трифуновића потписали и многи књижевници, новинари, глумци и професори и позвали демократски оријентисане грађане и странке да подрже ту иницијативу.
Током одржавања протеста „Против диктатуре” у неколико српских градова током 2017. године, Трифуновић је јавно подржао демонстранте.
У децембру 2018. године је заузео улогу једног од организатора протеста „1 од 5 милиона” који су почели након пребијања лидера Левице Борка Стефановића у Крушевцу. Након несугласица са опозицијом, 2019. године, Трифуновић излази из организације протеста.
Активан је критичар власти и  своје мишљење износи јавно и без устезања.

## Лицеулице
Бранислав Трифуновић је заједно са Јованом Караулић један од иницијатора и  оснивача, као и члан управног одбора непрофитне организације Лицеулице посвећене подршци онима који најтеже долазе до посла и који живе на маргини српског друштва. Делујући као независан фонд и на принципима социјалног предузетништва, од 2010. године, Лицеулице активно доприноси социјалној и економској инклузији припадника угрожених група. Најпознатија активност ове организације је издавање и дистрибуција магазина ЛИЦЕУЛИЦЕ, који продају искључиво продавци маргинализованих група, зарађујући половину од сваког продатог примерка. Ова активност се одвија по принципима социјалног предузетништва, што значи да се зарада (50% од сваког продатог примерка магазина) враћа организацији, која наставља да ради на добробити својих корисника и шире заједнице.

## Галерија
- Мало позориште "Душко Радовић", Сцена за младе, "Клаус и Ерика", 2007 фото ЂорђеТомић

## Улоге
| Год.       | Назив                              | Улога              |
| ---------- | ---------------------------------- | ------------------ |
| 2000.      | Dragan & Madlaina                  | Драган             |
| 2004.      | Јесен стиже, дуњо моја             | Сава Лађарски      |
| 2005.      | Поглед са Ајфеловог торња          | Вања               |
| 2006.      | Седам и по                         | Кебоја             |
| 2006.      | Не скрећи са стазе                 | српски Деда Мраз   |
| 2007.      | Тегла пуна ваздуха                 | Светозар           |
| 2009.      | Тамо и овде                        | Бранко             |
| 2009.      | Чекај ме, ја сигурно нећу доћи     | Немања             |
| 2009.      | Јесен стиже, дуњо моја (ТВ серија) | Сава               |
| 2010.      | Оно као љубав                      | Сава               |
| 2012.      | Црна Зорица                        | Мане               |
| 2012.      | Смрт човека на Балкану             | полицајац 2        |
| 2014.      | Луд, збуњен, нормалан              | Владо              |
| 2015.      | Хиљадарка                          | Атиф Куртовић      |
| 2015.      | Бурек                              |                    |
| 2016.      | Стадо                              | глумац адвокат     |
| 2017.      | Козје уши                          |                    |
| 2018.      | Trees                              |                    |
| 2018.      | Павиљони                           |                    |
| 2019.      | Механика 2                         |                    |
| 2020.      | Превише лично                      |                    |
| 2020.      | Пролеће на последњем језеру        |                    |
| 2020.      | Тајкун                             |                    |
| 2020.      | Мама и тата се играју рата         | Ивица              |
| 2021−2022. | У загрљају Црне руке               | Танасије К. Абаџић |
| 2022.      | Игра                               | Страхиња           |
| 2023.      | Сети ме се                         |                    |
| 2023.      | Поред тебе                         | Вук                |
| 2023.      | Пригушивач                         |                    |
| 2025.      | Екскурзија                         |                    |